# Presto (Opera)
Presto — браузерный движок, разработанный Opera Software для браузера Opera. После нескольких бета-версий и технических превью его официально выпустили 28 января 2003 года в Opera 7.0 для Windows. Presto пришёл на смену браузеру Opera с кодовым названием Elektra (версии 4, 5, 6). В отличие от Elektra, Presto более динамичен: страницы и их части могут быть дообновлены в ответ на сценарные и DOM-запросы. Последующие выпуски движка включали исправления ошибок и повышение скорости ECMAScript (JavaScript).
В феврале 2013 года Opera Software объявила о том, что она намерена отказаться от движка Presto во всех своих продуктах, заменив его на WebKit (Blink).

## Развитие
| Версия Presto | Движок JavaScript | Кодовое имя браузера   | Браузер Opera | Opera Mobile     | Другие использования | Основные нововведения |
| ------------- | ----------------- | ---------------------- | ------------- | ---------------- | -------------------- | --- |
| pre Presto    | без названия      | без названия           | 3.5           |                  |                      | |
| pre Presto    | Linear A          | Elektra / без названия | 4.0           |                  |                      | |
| 1.0           | Linear B          | без названия           | 7             |                  |                      | |
| 2.0           | Linear B          | Merlin                 | 9.0           |                  | Internet Channel     | Canvas, прохождение теста Acid2, Rich text editing, XSLT и XPath                                                                                           |
| 2.1           | Futhark           | Kestrel                | 9.5           | 9.5 beta         |                      | SVG Tiny 1.2, SVG как CSS, SVG как <img>, Audio-объекты |
| 2.1.1         | Futhark           | Kestrel                | 9.6           |                  |                      | Scope API |
| 2.2           | Futhark           | Peregrine              |               | 9.7 beta         |                      | |
| 2.2.15        | Futhark           | Peregrine              | 10.0          |                  |                      | Прохождение Acid3 на 100 из 100 с пиксельной точностью, Web-шрифты, CSS-селекторы API, цветовые модели RGBA и HSLA, TLS 1.2., FPS в SVG, SVG-шрифты в HTML |
| 2.3           | Futhark           | Peregrine              |               |                  | Opera Devices SDK 10 | Свойства CSS3: border-radius (закругление углов), box-shadow, transitions; элементы HTML5: <audio> и <video>                                               |
| 2.4           | Futhark           | Peregrine              |               | 10 beta          |                      | CSS3: 2D transforms |
| 2.5.24        | Carakan           | Evenes                 | 10.5          |                  |                      | Внедрение Carakan и Vega, ускоряющих обработку JavaScript и прорисовку страницы соответственно                                                             |
| 2.6.30        | Carakan           | Evenes                 | 10.6          |                  |                      | WebM-видео, геопозиционирование, AppCache, Web Workers |
| 2.7.62        | Carakan           | Kjevik                 | 11.0          |                  |                      | Расширения, WebSocket |
| 2.8.131       | Carakan           | Barracuda              | 11.10         | 11.1             |                      | CSS3: Линейные градиенты, многоколончатая разметка текста; поддержка WebP, File API и др.                                                                  |
| 2.9.168       | Carakan           | Swordfish              | 11.50         | 11.5             |                      | |
| 2.10.229      | Carakan           | Tunny                  | 11.60         |                  |                      | ECMAscript 5, новый HTML5-парсер, полная поддержка CSS-градиентов, CSS-единица "rem"                                                                       |
| 2.10.289      | Carakan           | Wahoo                  | 12.00         | 12               |                      | WebGL и аппаратное ускорение (в тестовом режиме) |
| 2.11.351      | Carakan           |                        |               |                  |                      | Обновлённый протокол WebSockets |
| 2.11.355      | Carakan           | Marlin                 |               | 12.1 для Android |                      | SPDY, CSS3 Flexbox |
| 2.12.388      | Carakan           | Marlin                 | 12.10-12.18   |                  |                      | SPDY, CSS3 Flexbox |

## Где используется

### Движки на JavaScript
Существуют движки для JavaScript, которые базируются на «Presto»
- движок «linear_b» используется в Opera 7.0 — 9.2[14];
- движок «futhark» используется в Opera 9.5 — 10.10[15];
- движок «Carakan» пришёл на смену «futhark» в Opera 10.50[16][17].

### Веб-браузеры
- Opera, начиная с версии 7.0 до 12.18[18];
- Opera Mobile
- Nintendo DS Browser (на основе Opera);[19]
- Nintendo DSi Browser (на основе Opera);[20]
- Nokia 770 (на основе Opera);
- Браузер коммуникатора Mylo от Sony (на основе Opera);[21]
- Браузер Internet Channel игровой консоли Wii (на основе Opera).[22]

### HTML-редакторы
- Macromedia Dreamweaver MX и последующие версии;
- Adobe Creative Suite 2;[23]
- Adobe Creative Suite 3[24]
- Virtual Mechanics SiteSpinner Pro[25]